# Recidiva (Zlatá sedmdesátá)
Recidiva (v anglickém originále The Relapse) je 6. díl 4. série seriálu Zlatá sedmdesátá (celkově je to 82. díl). Poprvé byl v USA odvysílán 6. listopadu 2001 na stanici Fox, v ČR měl premiéru v roce 2010 na stanici HBO. Jako v každém dílu seriálu zazněla ústřední píseň „Out The Street" od Cheap Trick, kterou zpívají teenageři v Ericově autě. Epizoda trvala 22 minut, režíroval ji David Trainer.

## Děj
Kitty doma oznamuje, že brzy ráno Midge odjížděla z Point Place a říkala, že se k Bobovi už nevrátí. Přinutila Reda a Erica, aby šli k Bobovi a Donně a utěšovali je. Bob stále věří a doufá, že se k němu brzy Midge vrátí. Midge však už dlouhou dobu říkala, že s Bobem není šťastná a že musí odejít. Bob to však ignoroval; říkal, že tuhle větu říká každý, kdo je už dlouho v manželství. Kitty byla nešťastná z toho, že Bob si myslí, že Midge se vrátí a chtěla mu nějak opatrně říct, že se nevrátí. Red to však vzal do svých rukou a Bobovi to necitelně vysvětlil.
Eric nechtěl jít utěšovat Donnu, když spolu už dávno nechodili, ale nakonec ho Kitty přesvědčila a šel. Donesl jí jídlo a litoval jí. Donna byla zoufalá, vrhla se po něm a vyspali se spolu. Eric to bral, jako že jsou zase spolu. Donna toho však litovala, protože z té zoufalosti by se vyspala s kýmkoliv. Promluvila si o tom s Jackie, zatímco Eric si promluvil s Hydem. Donna vysvětlovala, co se skutečně stalo a litovala toho, co udělala. Eric však vše zveličoval, vykládal jak to bylo užasné a že spolu zase jsou. Nakonec to dopadlo tak, že Jackie vše vykecala Ericovi a Hyde zase Donně.